# Contea di Linyi
La contea di Linyi (临邑县S, Línyì XiànP) è una contea della Cina, situata nella provincia dello Shandong e amministrata dalla prefettura di Dezhou.